# 東京都知事本局
東京都知事本局（とうきょうとちじほんきょく、英称 Headquarters of the Governor of Tokyo）は、東京都組織条例により東京都にかつて置かれていた知事部局の一つ。総務局や財務局と並ぶ官房系の局で、筆頭局でもあった。
2001年に石原慎太郎都知事が政策報道室を知事本部に改組し、さらに2004年に知事本局に改組し発足した。2014年7月16日より、政策企画局に移行した。

## 分掌事務
1. 都の行財政の基本的な計画及び総合調整に関すること。
2. 知事の特命に係る重要な施策の企画及び立案に関すること。
3. 都市外交、報道及び青少年に関すること。

## 組織
- 総務部
  - 秘書課
  - 総務課
  - 調整課
- 政策部
  - 政策課
  - 報道課
- 儀典長（局長級）
- 外務部
  - 外務課
- 地方分権推進部
- 基地対策部
- 計画調整部
  - 計画調整課
- 投資政策部
  - 管理課